# Egstedt
Egstedt, Erfurt-Egstedt – dzielnica miasta Erfurt w Niemczech, w kraju związkowym Turyngia. 